# Elois Jenssen
Elois Jenssen (Palo Alto, Estats Units 1922 - Los Angeles 2004) fou una dissenyadora de roba estatunidenca de televisió i pel·lícules, guanyadora d'un premi Oscar.

## Biografia
Va néixer el 5 de novembre de 1922 a la ciutat de Palo Alto, població situada a l'estat estatunidenc de Califòrnia. Va estuduiar a la Westlake School for Girls abans d'anar a París (França) per estudiar disseny de moda a la secció francesa de la The New School Parsons School of Design. Al seu retorn als Estats Units amb l'inici de la Segona Guerra Mundial entrà al Chouinard Art Institute de Los Angeles.

## Carrera artística
Començà la seva carrera artística com a consultura de vestuari per al productor Hunt Stromberg, dissenyant els vestits per a Hedy Lamarr a Deshonrada de Robert Stevenson (1947). Posteriorment s'encarregà del vestuari de Lucille Ball a Lured de Douglas Sirk (1947), una col·laboració que continuà a televisió en la sèrie I Love Lucy durant les temporades 1953 i 1954. Al llarg de la seva carrera participà en produccions com Samson and Delilah de Cecil B. DeMille (1949), i per la qual guanyà un premi Òscar; Cry Danger de Robert Parrish (1951); Phone Call from a Stranger de Jean Negulesco (1952); We're Not Married! d'Edmund Goulding (1952) o Tron de Steven Lisberger (1982).

## Premis i nominacions

### Premis Oscar
| Any  | Categoria               | Pel·lícula                                                                                | Resultat  |
| ---- | ----------------------- | ----------------------------------------------------------------------------------------- | --------- |
| 1950 | Millor vestuari - color | Samson and Delilah juntament amb Edith Head, Dorothy Jeakins, Gile Steele i Gwen Wakeling | Guanyador |
| 1982 | Millor vestuari         | Tron juntament amb Rosanna Norton                                                         | Nominat   |

### Premis Saturn
| Any               | Categoria       | Pel·lícula                        | Resultat  |
| ----------------- | --------------- | --------------------------------- | --------- |
| Premi Saturn 1983 | Millor vestuari | Tron juntament amb Rosanna Norton | Guanyador |